# Sophie Kanza
Sophie Kanza, también llamada Zala Lusibu N'kanza  (Leopoldville, 8 de febrero de 1940 – Kinsasa, 2 de abril de 1999) fue una política y socióloga congoleña. Fue la primera mujer de su país en recibir educación secundaria, la primera en graduarse de una universidad y la primera en ocupar un cargo gubernamental en la República Democrática del Congo, trabajó como Ministra de Asuntos Sociales del 31 de octubre de 1966 al 6 de diciembre de 1970. Más tarde ocupó diversos cargos en las Naciones Unidas.

## Biografía

### Infancia y educación
Sophie Kanza nació el 8 de febrero de 1940 en Leopoldville en el Congo Belga, Kanza era la sexta de siete hijos de Élisabeth Mansangaza y Daniel Kanza. Durante su infancia recibió gran parte de su educación primaria y secundaria en Brazzaville en el Congo francés. En el momento de la independencia del Congo Belga en 1960, Kanza era la única mujer en el país que estaba matriculada en educación secundaria. Finalmente se graduó de Lycée du Sacré Cœur (Escuela secundaria del Sagrado Corazón) en junio de 1961.
En 1964, se convirtió en la primera mujer congoleña en graduarse de una universidad cuando recibió su diploma de la Universidad de Ginebra con un título en sociología (Bachelor in Sociology), posteriormente, trabajó en el mismo departamento de la universidad como profesor asistente hasta 1966. Entre 1973 y 1974, estudió en la Universidad de Harvard, donde obtuvo una maestría y un doctorado en sociología.

### Carrera política
El 31 de octubre de 1966, Kanza fue nombrada Ministra de Asuntos Sociales, convirtiéndose en la primera mujer del país en ocupar un cargo gubernamental. Su nombramiento se produjo mientras cursaba un doctorado en la Universidad de Ginebra, pero terminó sus estudios para asumir el cargo. Pasó la mayor parte de su tiempo inicial en el cargo examinando las luchas del ministerio para satisfacer las necesidades de la población. También abogó por la igualdad de oportunidades educativas para niños y niñas, y se desempeñó como delegada en la cumbre de la Organización para la Unidad Africana en Kinshasa (antes Léopoldville) en 1967.
El 13 de octubre de 1967, fue nombrada miembro del buró político del Mouvement Populaire de la Révolution. Fue destituida como Ministra de Asuntos Sociales en una reorganización del gabinete el 6 de diciembre de 1970. Desde 1973 hasta 1977, Kanza fue miembro de la Junta de Síndicos del Instituto de las Naciones Unidas para Formación Profesional e Investigaciones (UNITAR). Fue Subdirectora General Adjunta de la Organización de las Naciones Unidas para la Educación, la Ciencia y la Cultura (UNESCO) de 1981 a 1985 y Jefa de Misión del director general de la UNESCO de 1985 a 1988.

## Vida personal
Kanza se casó con Marcel Lihau, futuro presidente de la Corte Suprema de Justicia, el 26 de diciembre de 1964 y tuvieron seis hijas. Sin embargo, huyó de la persecución política en el Congo y pasaron la mayor parte de sus vidas posteriores separados.
En 1998, Kanza tuvo un accidente automovilístico en París y quedó parapléjica. Después de esto, dejó su trabajo en la Unesco y viajó al extranjero para abogar por los discapacitados.
Kanza sufrió un paro cardíaco y murió el 2 de abril de 1999. Fue enterrada en el territorio de Luozi.

## Legado
En 2004, Kanza fue incluida en el Panteón de Historia Nacional del Congo, una de las primeras mujeres en recibir tal honor. Su busto se exhibe en la Galería de la Memoria. El «Cercle Sophie Kanza», una asociación de profesoras del Congo, fue nombrada en su honor. Tres de las hijas de Kanza organizaron una misa de acción de gracias en honor a ella y su esposo en Gombe el 28 de marzo de 2015, a la que asistieron varios políticos importantes del país, incluidos Léon Kengo y José Endundo Bononge.